# Chard (dessinatrice)
Pour les articles homonymes, voir Chard.
Ne doit pas être confondu avec Charb.
Françoise Pichard, également connue sous les pseudonymes de Chard et Pscharr, est une dessinatrice française, née le 2 novembre 1941 à Lion-en-Sullias (Loiret). Elle est connue à la fois comme caricaturiste de presse et illustratrice de livres pour la jeunesse.

## Biographie
Françoise Pichard est la fille du dessinateur Jean Pichard.
De sensibilité d'extrême droite, elle publie ses dessins dans l'hebdomadaire Rivarol depuis 1967, dans le quotidien Présent depuis 1982, dans Signal d'Alarme depuis sa fondation en avril 2006, dans le magazine Terre et Peuple de Pierre Vial et dans la lettre mensuelle de Guillaume Faye.
Parallèlement à son activité de dessinatrice de presse, elle illustre divers ouvrages d'auteurs dont elle partage la sensibilité et illustre divers ouvrages pour la jeunesse.
Le 8 novembre 1994, elle est déclarée coupable par la 17e chambre du Tribunal de grande instance de Paris du délit de complicité de provocation à la discrimination, à la haine, ou à la violence raciale envers la communauté noire pour un dessin diffusé dans Rivarol du 4 mars 1994.
Le 1er novembre 2006, elle obtient à son insu le deuxième prix ex æquo du concours international de caricatures sur l'Holocauste (à l'initiative du quotidien iranien Hamshari) pour un dessin négationniste. Le 3 novembre 2006, la dessinatrice se voit obligée de déclarer dans un communiqué paru sur le site de l'hebdomadaire Rivarol qu'elle n’a jamais donné son autorisation pour sa participation et que son dessin soit sélectionné au concours, et qu'elle refusait donc le prix décerné, — le dessinateur de presse australien Michael Leunig se trouve dans la même situation. Elle a également dédicacé un ouvrage pour le négationniste Ernst Zündel.
Elle devient directeur de la publication du quotidien Présent en juin 2016, succédant à Zita de Lussy.

## Recueils de dessins de presse
Sous le pseudonyme de Chard :
- Le Chardnaval de la Ve (1982), recueil de dessins parus dans Rivarol
- Le Chardnaval socialiste (1986), recueil de dessins parus dans Rivarol
- Chard à la une de Présent (recueil de dessins parus dans Présent)
- ABC de la société plurielle (1987), Éditions des Tuileries
- Chard... gez ! : Chard 1989-1991 : le combat national en dessins, Éditions Nationales, Paris, 1991, 396 p.  (ISBN 2-909178-03-X)
- 20 ans de malheur (1995), Éditions des Tuileries
- De droite à gauche, 1993-1997 : 215 dessins publiés dans "Rivarol", Éditions des Tuileries, Paris, 1997, 175 p.  (ISBN 2-9511633-0-4)
- La France métisse de A à Z (2002), Éditions des Tuileries (préf. Camille Galic)
- Sarko prézydent ! (2004), Éditions des Tuileries, 64 p.
- Ma déclaration des Droits de l'homme (2005), Éditions des Tuileries  (ISBN 2-9511633-2-0)

## Illustration d'autres auteurs
Sous le pseudonyme de Chard :
- Série des romans pour la jeunesse « Le Clan des Bordesoule », de Francis Bergeron et/ou Alain Sanders, publiée par les Éditions du Triomphe (pour la plupart) :
  1. Francis Bergeron, Le Secret de la statue volée, 1988. Réédition (préface de Jean-Louis Girault) : Éditions du Triomphe, Paris, 2000, 110 p.  (ISBN 2-84378-077-2)
  2. Francis Bergeron, Le Secret d'Argentomagus (préface de Gérard Coulon). Éditions Elor, Saint-Vincent-sur-Oust, 1990, 125 p.  (ISBN 2-907524-18-6). Réédition  : Éditions de l'Europe buissonnière, Paris, 1992, 113 p.  (ISBN 2-909933-01-6). Réédition (nouvelle préface d'Isabelle Fauduet) : Éditions du Triomphe, Paris, 2000, 110 p.  (ISBN 2-84378-097-7)
  3. Francis Bergeron, Le Secret des mille étangs (avec une préface de Dom Forgeot), 1991, 107 p. Réédition : Éditions de l'Europe buissonnière, Paris, 1992,  (ISBN 2-909933-02-4) Réédition : Éditions du Triomphe, Paris, 2000, 108 p.  (ISBN 2-84378-098-5)
  4. Francis Bergeron, Le Secret du grand-père disparu, 1991, 182 p. Réédition : Éditions de l'Europe buissonnière, Paris, 1992  (ISBN 2-909933-03-2)
  5. Francis Bergeron, Le Secret du phare des Baleines, Éditions du Triomphe, Paris, 1995, 95 p.  (ISBN 2-909811-78-6)
  6. Francis Bergeron et Alain Sanders, Le Secret du bandit éthiopien, Éditions du Triomphe, Paris, 1995, 156 p.  (ISBN 2-909811-79-4)
  7. Francis Bergeron, Le Secret du bagnard de Saint-MartinÉditions du Triomphe, Paris, 1996, 94 p.  (ISBN 2-909811-83-2)
  8. Francis Bergeron, Le Secret du clocher d'Ars, Éditions du Triomphe, Paris, 1997, 127 p.  (ISBN 2-909811-95-6)
  9. Alain Sanders, Le Secret de l'abbaye de Clairac, Éditions du Triomphe, Paris, 1998, 158 p.  (ISBN 2-84378-011-X)
  10. Francis Bergeron, Le Secret des ânes en culottes, Éditions du Triomphe, Paris, 1998, 95 p.  (ISBN 2-84378-021-7)
  11. Francis Bergeron, Le Secret de Trousse-Chemise. Éditions du Triomphe, Paris, 1999, 94 p.  (ISBN 2-84378-051-9)
  12. Francis Bergeron, Le Secret du Moulin de Bois-Plage. Éditions du Triomphe, Paris, 2000, 125 p.  (ISBN 2-84378-078-0)
  13. Francis Bergeron, Le Secret de la rue Pierre Loti, Éditions du Triomphe, Paris, 2002, 93 p.  (ISBN 2-84378-187-6)
  14. Francis Bergeron, Le Secret du tombeau d'Obazine, Éditions du Triomphe, Paris, 2003, 92 p.  (ISBN 2-84378-224-4)
  15. Francis Bergeron, Le Secret de Fort Boyard, Éditions du Triomphe, Paris, 2005, 90 p.  (ISBN 2-84378-237-6)

- Francis Bergeron, La Révolte de Crève-Bouchure : la petite chouannerie du Bas-Berry. Bédésup (Marseille) et Vérité 89 en Bas-Berry (Niherne, collection « Contreplongée », 1989. 47 p. Réédition : Éditions du Triomphe, Paris, 1996, 32 p.  (ISBN 2-909811-27-1)
- Henry Coston, Les Financiers qui mènent le monde (nouvelle édition, revue et augmentée), éd. Henry Coston, Paris, 1989, 565 p.
- Henry Coston, Le traquenard européen de Jean Monnet : l'Europe qu'on nous fabrique est celle des banques et des trusts, éd. Henry Coston, Paris, 1993. 60 p.
- Alain Sanders, Le Chat maltais, Bédésup, 1987
- Alain Sanders et Philippe Randa, Le Roman noir du métropolitain. Première édition : Libres opinions, Paris, 1994, 89 p.  (ISBN 2-910339-12-2). Réédition (avec une préface de Didier Lefort) : Dualpha, Paris, 2000, 100 p.  (ISBN 2-912476-21-6)
- Jean-Marie Cuny, La Voie royale : carnet de route à l'usage de la jeunesse, éd. Jean-Marie Cuny, 1991, 74 p.  (ISBN 2-90814101-9)
- Jean-Marie Cuny, Drôle d'époque !, éd. Jean-Marie Cuny, 1990, 103 p.
- Francis Verdavoine-Bourget, Sans rimes ou sans raisons, Imbert-Nicolas, Niort, 1992, 51 p.
- Serge Eniovadrev [anagramme de Verdavoine], La plus belle conquête : essai d'anticipation rétrospective / traduit du boldave [sic] par F. Verdavoine-Bourget, Éditions Lettres du Monde, Paris, 1995, 266 p.  (ISBN 2-7301-0091-1)
- Michel d'Ornano, Maximes : pensées et réflexions morales pour une conduite plus adroite (préface de Bruno Mégret, De Casabianca, 1992, 317 p.
- Jean Rolland, Le mousse du Santa-Rosa, Clovis, coll. « Le lys d'or », Étampes, 1997, 196 p.  (ISBN 2-912642-02-7)
- Rémi Fontaine, Le Manteau de Saint Martin ou L'étendard de la charité, Éditions Elor, coll. « Chemins et aventures », Saint-Vincent-sur-Oust, 1996, 93 p.  (ISBN 2-907524-88-7)
- Rémi Fontaine, Boucicaut, maréchal de France, Clovis, coll. « Le lys d'or », Étampes, 2001, 190 p.  (ISBN 2-912642-69-8)
- Huguette Pérol, Ouragan sur le Vatican, Clovis, coll. « Le lys d'or », Étampes, 2003. 216 p.  (ISBN 2-912642-97-3)
- Daniel Raffard de Brienne, Geneviève de Paris, Clovis, coll. « Le lys d'or », Étampes, 2002, 77 p.  (ISBN 2-912642-85-X)
- Daniel Raffard de Brienne, Constance de Compiègne, Clovis, coll. « Le lys d'or », Étampes, 2004. 77 p. ISBN erroné selon le catalogue de la BNF.
- Anne Brassié, Ces livres qui m'ont choisie, Godefroy de Bouillon, Paris, 2000, 291 p.  (ISBN 2-84191-102-0)
- Jean de La Varende, Le Bouffon blanc (préface de Georges Bordonove, note de Jean-François Chiappe), éd. Présence de La Varende, Tilly-sur-Seulles, 2001, 84 p.
- Pierre Descaves, La Guerre des immondes, volume 2 : Des rêves suffisamment grands (préface de Jean-Claude Martinez), Déterna, coll. « Politiquement incorrect », Coulommiers, 2005, 209 p.  (ISBN 2-913044-57-3)

Sous le nom de Françoise Pichard :
- ouvrages pour la jeunesse d'Alfred Hitchcock de la série Les Trois Jeunes Détectives.

(éditions françaises, Hachette, coll. « Bibliothèque verte »), dans des traductions de Claude Voilier :
- - Le Testament énigmatique (The Mystery of the Dead Man's Riddle), 1979
  - Le Lion qui claquait des dents (The Mystery of the Nervous Lion), 1980
  - Le Tableau se met à table (The Mystery of the Shrinking House), 1980
  - Le Miroir qui glaçait (The Secret of the Haunted Mirror), 1981
  - L'Épouvantable Épouvantail (The Mystery of the Sinister Scarecrow), 1981

Liste non exhaustive
- ouvrages pour les enfants, de K. R. Whittington (éditions françaises, Hachette, coll. « Bibliothèque rose »), dans des traductions de Marie Tenaille :
  - Les Maladresses d'Oscar Belloie (Oswald, the Silly Goose), 1976
  - Oscar Belloie fait des siennes (Oswald again), 1977
  - Oscar Belloie, prends garde à toi ! (titre anglais non connu), 1979
- Paul Biegel, La Table de 7 (Ik wou dat ik anders was), Paris : Hachette, coll.. « Bibliothèque rose », 1977 (traduction d'Olivier Séchan)
- Paul Biegel, Le Petit Capitaine et le trésor du pirate (De kleine kapitein en de schat van Schrik en Vreze), Paris : Hachette, coll. « Bibliothèque rose », 1977 (traduction d'Olivier Séchan)
- James Oliver Curwood, Les Neiges du Grand Nord (The Honour of the big snows), Paris : Hachette, coll. « Bibliothèque verte », 1977 (traduction de Louis Postif)
- Jerome K. Jerome, Trois hommes dans un bateau (Three Men in a Boat), Paris : Hachette, 1974 (traduction de Maurice Beerblock)
- Comtesse de Ségur, La Bible d'une grand'mère. Tome 1, Ancien Testament, Grez-en-Bouère : Éditions Dominique Martin Morin, 1988
- Comtesse de Ségur, La Bible d'une grand'mère. Tome 2, Nouveau Testament, Grez-en-Bouère : Éditions Dominique Martin Morin, 1988
- Contes du Lyonnais. Récits du folklore lyonnais, choisis et adaptés par Henriette Bichonnier, Malesherbes : impr. Maury, 1978
- Brève histoire d’un épouvantail, Éditions de Paris, Versailles, 2007, 56 p.  (ISBN 978-2-85162-210-5) [présentation en ligne]
- Le Cheval borgne, Éditions de Paris, Versailles, 2007, 60 p.  (ISBN 978-2-85162-222-8)
- Boum dans la ville enchantée, Enid Blyton. Bibliothèque rose, 1976.

Liste non exhaustive

## Autres
Sous le pseudonyme de Chard ou Pscharr :
- Au fil de l'Achéron (évocations d'un Paris disparu), Cahiers du Tartare, 1980
- Le 14 juillet 1789 : récit du citoyen Sçaevola Chicot (textes et dessins de Chard), Éditions de Présent, Paris, 1988, 27 p.  (ISBN 2-905781-06-8)
- Profanation, L'Æncre, Paris, 1996, 95 p.  (ISBN 2-911202-17-1)
- Chard et Konk, Le petit révisionniste illustré, MDK-Éditions du Samizdat, 2005, 72 p.